# Barleria fissiflora
Barleria fissiflora là một loài thực vật có hoa trong họ Ô rô. Loài này được Bojer ex Nees mô tả khoa học đầu tiên năm 1847.